# سيجونغ سيتي
سيجونغ سيتي هي مدينة في كوريا الجنوبية والعاصمة الإدارية للبلد. تم البدء في بناء المدينة في 2007 ومن المقرر اكتمال المدينة في 2030 حيث من المتوقع أن يعيش في المدينة 500 ألف نسمة.
بلغ عدد السكان في 2017 281،120 نسمة.